# مزرعه اسدآباد (شاهرود)
مزرعه اسدآباد روستایی در دهستان حومه بخش مرکزی شهرستان شاهرود استان سمنان ایران است.

## جمعیت
بر پایه سرشماری عمومی نفوس و مسکن در سال ۱۳۹۵ جمعیت این روستا ۳۴ نفر (۱۱خانوار) بوده‌است.